# Cleome mossamedensis
Cleome mossamedensis är en paradisblomsterväxtart som beskrevs av Arthur Wallis Exell och Mendonca. Cleome mossamedensis ingår i släktet paradisblomstersläktet, och familjen paradisblomsterväxter. Inga underarter finns listade i Catalogue of Life.